# El Perer (Moià)
El Perer és una masia del terme municipal de Moià, al Moianès.
Està situada al nord-oest del terme de Moià, a prop del límit amb Santa Maria d'Oló. És a ponent de la Rovira i al nord-oest de Sant Feliu de Rodors. És al nord-est del Serrat de la Coromina, en una carena a l'esquerra del Riu Sec. Pertany a l'antiga parròquia de Rodors formada per masos, entre els quals es destaquen de més el Mas Vilalta, el Mas del Soler de Terrades, el Molí del Perer, la Rovira, Casamitjana i Codinacs.